# Estonia en los Juegos Europeos
Estonia en los Juegos Europeos está representada por el Comité Olímpico Estonio, miembro de los Comités Olímpicos Europeos. Ha obtenido un total de 11 medallas: 2 de oro, 4 de plata y 5 de bronce.

## Medalleros

### Por edición
| Evento        | Oro | Plata | Bronce | Total |
| ------------- | --- | ----- | ------ | ----- |
| Bakú 2015     | 0   | 1     | 2      | 3     |
| Minsk 2019    | 0   | 2     | 3      | 5     |
| Cracovia 2023 | 2   | 1     | 0      | 3     |
| TOTAL         | 2   | 4     | 5      | 11    |

### Por deporte
| Evento         | Oro | Plata | Bronce | Total |
| -------------- | --- | ----- | ------ | ----- |
| Atletismo      | 0   | 1     | 0      | 1     |
| Bádminton      | 0   | 0     | 1      | 1     |
| Baloncesto 3x3 | 0   | 1     | 0      | 1     |
| Ciclismo       | 0   | 1     | 0      | 1     |
| Esgrima        | 0   | 1     | 1      | 2     |
| Karate         | 0   | 0     | 1      | 1     |
| Lucha          | 0   | 0     | 2      | 2     |
| Muay thai      | 1   | 0     | 0      | 1     |
| Tiro con arco  | 1   | 0     | 0      | 1     |
| TOTAL          | 2   | 4     | 5      | 11    |